# あっぷあっぷ
あっぷあっぷは劇団・エンターテイメント集団AKATSUKI projectから飛び出した女性声優ユニットである。

## 概要

### メンバー
- 田中まりか
  - イメージキャラクター：まりか
- 白土麻子
  - イメージキャラクター：あしゃ
- 紺野なる
  - イメージキャラクター：なる

## 活動歴
- 2007年12月24日:活動開始と同時にオフィシャルサイト『あっぷあっぷTOWN』が開設され、webラジオの配信も開始される。
- 2008年3月12日:新宿「CASTAGE」にてAKATSUKI projectぷろでゅーす「がちゃがちゃBar UpUp↑」プレオープン。
- 2008年4月2日:「がちゃがちゃBar UpUp↑」本格オープン。
- 2008年6月15日:オフィシャルモバイルサイト『あっぷあっぷTown』が開設される。同時にデビューシングルの『あっぷあっぷ／らぶらぶ☆ビーム』の発売が発表される。
- 2008年7月20日:オフィシャルサイト『あっぷあっぷTOWN』がリニューアルされる。
- 2008年8月8日:國府田マリ子の曲をカバーした、デビューシングル「あっぷあっぷ」が発売される。
- 2008年9月9日:1stシングル同様、國府田マリ子の曲をカバーした2ndマキシシングル「太陽で行こう」が発売される。
- 2008年10月10日:あっぷあっぷ初のオリジナルソングを収録した3rdマキシシングル「Cheer up!」が発売される。
- 2008年12月21日:カラオケ『JOYSOUND』にて1stマキシシングルより「あっぷあっぷ」が配信される。
- 2011年1月20日:2011年1月をもって、あっぷあっぷの3人が次のSTEP UPをするための充電期間に入ったという発表がされる。
- 2011年1月31日:「がちゃがちゃBar UpUp↑」にて最後の営業（イベント）が開催される。

## 作品

### シングル
1. 1stMC『あっぷあっぷ／らぶらぶ☆ビーム』
  - 2008年8月8日発売 / AKUP0001

  1. あっぷあっぷ
    - 作詞：国府田マリ子 / 作曲：井上うに / アレンジ：草薙裕貴・あける。

  2. らぶらぶ☆ビーム
    - 作詞：まりか＋あける。 / 作曲：草薙裕貴 / アレンジ：あける。

  3. あっぷあっぷ（instrumental version）
  4. らぶらぶ☆ビーム（instrumental version）
  5. めっせ～じfromまりか
2. 2ndMC『太陽で行こう／ハナ・キミ・ソラ-朱色-』
  - 2008年9月9日発売 / AKUP0002

  1. 太陽で行こう
    - 作詞：国府田マリ子 / 作曲：奥居香 / アレンジ：草薙裕貴・あける。

  2. ハナ・キミ・ソラ-朱色-
    - 作詞：あしゃ＋あける。 / 作曲：草薙裕貴 / アレンジ：あける。

  3. 太陽で行こう（instrumental version）
  4. ハナ・キミ・ソラ-朱色-（instrumental version）
  5. めっせ～じfromあしゃ
3. 3rdMC『Cheer up!／ドキドキ…したの。』
  - 2008年10月10日発売 / AKUP0003

  1. あっぷあっぷ
    - 作詞：あける。 / 作曲：草薙裕貴 / アレンジ：あける。

  2. ドキドキ・・・したの。
    - 作詞：なる＋あける。 / 作曲：草薙裕貴 / アレンジ：あける。

  3. Cheer up!（instrumental version）
  4. ドキドキ・・・したの。（instrumental version）
  5. めっせ～じfromなる

## 出演

### イベント・ライブ
- 2008年8月8日

1stマキシシングルCD発売イベント（新宿・アニメ特撮カラオケBAR 夜想曲）を開催
- 2008年9月12日

2ndマキシシングルCD発売イベント（新宿・アニメ特撮カラオケBAR 夜想曲）を開催
- 2008年10月12日

3rdマキシシングルCD発売イベントAKATSUKI+あっぷあっぷ" あーんど"ばぐって花井の失笑ラジオ"コラボイベント第一（赤坂・ジュンバタンメラ赤坂見附店）を開催
- 2008年10月25日

PIXY歌姫Live！（新宿・LIVEたかのや）にゲスト出演
- 2008年11月30日

パフォーマンスイベントTOY BOX vol5（原宿・TACOS DEL AMIGO）に出演
- 2008年12月13日

からふるべりぃ☆ろっかいめ（六本木・alive）に出演
- 2008年12月21日

電子万博 EXPO'14 -クリスマススペシャル！！―（田町・StadioCube326）に出演
- 2009年1月24日

TKGプロモーションpresentsキャンディー☆れぼりゅーしょんvol.16（阿佐ヶ谷・あさがやドラム）に出演
- 2009年2月15日

Angel night（四ツ谷・Live inn Magic）に出演
- 2009年2月28日

TARGETプレゼンツちょっと遅めの新春特別企画Pop'n☆A☆CLAP（目黒・目黒食堂）に出演
- 2009年3月1日

電子万博 ぱ～と2.01★電子万博2009新企画スペシャル！！（渋谷・渋谷CLUB CRAWL）に出演
- 2009年4月4日

THE KEEPERS presents『KEEPERS "MANIA" Vol.9 ～4周年記念ライブ～』（恵比寿・LIVEGATE TOKYO）に出演
- 2009年4月19日

電子万博 ぱ～と2. 02（渋谷・渋谷CLUB CRAWL）に出演
- 2009年5月9日

Female Fantasista！Vol.7（秋葉原・Dress Akiba Hall）に出演
- 2009年6月28日

電子万博 ぱ～と2. 04（渋谷・渋谷CLUB CRAWL）に出演
- 2009年7月18日

Female Fantasista!Vol.8（秋葉原・Dress Akiba Hall）に出演
- 2009年7月19日

KEEPERS "MANIA" Vol.10～～Birthday 利心(リコ)～（恵比寿・LIVEGATE TOKYO）に出演
- 2009年7月26日

電子万博 ぱ～と2. 05（渋谷・渋谷CLUB CRAWL）に出演
- 2009年8月7日

電子万博 ぱ～と2-夏祭りスペシャル！！-（渋谷・渋谷CLUB CRAWL）に出演
- 2009年8月23日

電子万博 ぱ～と2. 06（渋谷・渋谷CLUB CRAWL）に出演
- 2009年10月10日

KEEPERS "MANIA" Vol.12 ～恵比寿主催ライブ2周年記念～（恵比寿・LIVEGATE TOKYO）に出演
- 2009年10月25日

電子万博 ぱ～と2. 07（渋谷・渋谷CLUB CRAWL）に出演
- 2009年11月22日

アニソンスペシャル（川崎・イトーヨーカ堂エスパ川崎）に出演
- 2010年2月28日

電子万博 ぱ～と2. 09（渋谷・渋谷CLUB CRAWL）に出演
- 2010年3月28日

電子万博 ぱ～と2. 10（渋谷・渋谷CLUB CRAWL）に出演
- 2010年4月11日

いたずら★ぷりんせすスペシャル予選（高田馬場・:ババチョップシアター）に出演
- 2010年4月25日

電子万博 ぱ～と2. 11（渋谷・渋谷CLUB CRAWL）に出演
- 2010年4月25日

アキハバラBFPシアターVol.28（秋葉原・BANKINYA）に出演
- 2010年5月15日

AnBぷれみあむぅpresents『第15回イカすアキバ天国』（田町・StadiCube326）に出演
- 2010年5月30日

電子万博 ぱ～と2. 12（渋谷・渋谷CLUB CRAWL）に出演
- 2010年6月19日

CCC(キューティーカラーコラボレーション)vol.2（渋谷・Milky way）に出演
- 2010年6月26日

レインボーToレジャーvol.22（池袋・リリィステージ）に出演
- 2010年6月27日

電子万博 ぱ～と2. 13（渋谷・渋谷CLUB CRAWL）に出演
- 2010年7月17日

AnBぷれみあむぅpresents『第16回イカすアキバ天国』（田町・StadiCube326）に出演
- 2010年8月8日

BBB:Beautyful Bright Beat ～（株）ビッグファイタープロジェクト14周年記念ライブ～（池袋・手刀(CHOP) ）に出演
- 2010年8月21日

AEY! nEY! BEY! MUSIC JUMP vol.4』（田町・StadiCube326）に出演
- 2010年9月26日

電子万博 ぱ～と2. 16（渋谷・渋谷CLUB CRAWL）に出演
- 2010年10月3日

太尾神社祭り特設ステージLIVE（大倉山・太田神社）にゲスト出演
- 2010年10月13日

Girls Livemotion Vol.9（新宿・LIVEたかのや）に出演
- 2010年10月13日

練馬アニメカーニバル2010（練馬・としまえん）に出演

### Webラジオ
- あっぷあっぷTown（2007年12月～2011年1月）
- エキサイティングアニメ『AKATSUKI project Presents「AKATSUKI XVI あっぷあっぷアカデミー」』（2009年10月～2010年3月）